# بين غريفن (جندي)
بينجامين غريفن (مواليد 1977) هو ناشط سلام بريطاني، وجندي مشاة سابق بالجيش البريطاني.

## العمل العسكري
انضم غريفن إلى فوج المظلات التابع للجيش البريطاني في عام 1997 عندما كان في 19 من عمره، واستمر في الخدمة مع الكتيبة الثانية من الفوج في مهمة حامية في أيرلندا الشمالية في نهاية عملية بانر (الراية) في أواخر التسعينيات من القرن الحالي وأوائل عام 2000، وفي البلقان أيضًا حيث ساعدت الكتيبة في نزع سلاح جيش التحرير الوطني المقدوني في جبال مقدونيا الغربية في عام 2001. نُشرت الكتيبة في أفغانستان مدة شهرين في عام 2002 حيث نفذت عمليات حفظ الأمن، وتدريب الجيش الوطني الأفغاني في مدينة كابل. تقدم غريفن لاحقًا بطلب للانضمام إلى فوج القوة الجوية الخاصة، وقُبل طلبه في الالتحاق بعد اجتيازه اختبارات الكفاءة في عام 2003.

## النشاط السياسي
عمل غريفن عند مغادرته الجيش البريطاني فترة قصيرة في مجال أمن الشركات قبل مشاركته في النشاط المناهض للحرب. تضمنت تصريحاته العلنية الأولية انتقادًا لاستخدام الجيش البريطاني لتسهيل السياسة الخارجية للولايات المتحدة، ولكنه وسّع انتقاده بعد ذلك ضد ما يعتبره ثقافة عسكرية مموهة متأصلة اجتماعيًا في المملكة المتحدة.
فرضت الحكومة البريطانية في عام 2008 أمرًا قضائيًا على غريفن لمنعه من مناقشة العمليات التي تورط فيها أثناء وجوده في العراق في عام 2005 بشكل علني، وادعى أن المعتقلين المدنيين العراقيين تعرضوا لمعاملة سيئة جدًا على أيدي قوات الولايات المتحدة، التي اشترك فيها الجيش البريطاني أيضًا، معتمدًا بذلك على معلومات المخابرات.
يُعد غريفن منسق فرع المملكة المتحدة لمنظمة قدامى المحاربين من أجل السلام.
شارك غريفن في عام 2011 في مظاهرة خارج السفارة الأمريكية في لندن لدعم برادلي مانينغ، وهو جندي في جيش الولايات المتحدة نشر مجموعة من الوثائق العسكرية السرية إلى العامة عبر شبكة الإنترنت.
شارك غريفن في أبريل 2013 في نقاش في اتحاد أكسفورد مؤيدًا لفكرة «لن نقاتل من أجل الملكة والبلد»، وصرح خلاله بأن الوطنية هي «عقيدة زائفة» نشرتها جماعات نخبوية مؤثرة من منطلق أناني في المجتمع الذي استفاد منها ماليًا. ذكر أيضًا أن الجيش البريطاني المحترف يتكون أساسًا من المكافئ المعاصر للأفراد المسلحين، الذين تكون خدمتهم العسكرية مدفوعة بأسباب أخرى غير الوطنية، وروح جماعة الجيش البريطاني التي تنطلق من مبدأ «الذهاب إلى الحرب، أيُّ حرب» من أجل الدوافع الحربية الذاتية بدلًا من المزيد من التطلعات المبدئية.
ذهب غريفن إلى أيرلندا الشمالية في مارس 2015 ممثلًا قدامى المحاربين من أجل السلام للقاء القوات شبه العسكرية السابقة من الجيش الجمهوري الأيرلندي المؤقت، ومن ضمنهم المتطوع السابق سيينا بيرثناخ. عبّر غريفن وممثلون آخرون عن قدامى المحاربين من أجل السلام في ختام الاجتماع عن فهم جديد لمنظور الجيش الجمهوري الأيرلندي خلال المشاكل التي حدثت في أيرلندا الشمالية، وأعربوا عن أسفهم لجوانب خدمتهم العسكرية مع الجيش البريطاني خلال «عملية الراية». عبّر المشاركون السابقون في الجيش الجمهوري الأيرلندي في المقابل عن فهم جديد للبرمجة فقال ممثلو قدامى المحاربين من أجل السلام بأنهم تعرضوا لها في الجيش البريطاني، ولكنهم صرحوا بعدم مشاركتهم لأي ندم متبادل بشأن أنشطتهم في النزاع.
تخلص غريفن مع عضوين آخرين من قدامى المحاربين من أجل السلام بشكل علني من ميداليات الخدمة العسكرية وقبعات الخدمة في ديسمبر 2015، وتخلوا عن يمين الولاء أمام بوابات داوننغ ستريت في مظاهرة احتجاجية ضد دخول الحكومة البريطانية في الحرب الأهلية السورية.